# Studenyky
Studenyky (ukr. Студеники, do 2016 Żowtnewe, ukr. Жовтневе) – wieś na Ukrainie, w obwodzie kijowskim, w rejonie boryspolskim. W 2001 liczyła 1911 mieszkańców, spośród których 1813 posługiwało się językiem ukraińskim, 86 rosyjskim, 1 węgierskim, 4 białoruskim, 4 ormiańskim, a 3 innym.

## Urodzeni
- Iwan Krawczenko